# Крикет на Олимпийских играх
Крикет был всего один раз включён в программу летних Олимпийских игр современности, соревнования по нему прошли в 1900 году в Париже. Были разыграны золотые и серебряные медали, в матче между Францией и Великобританией победу одержала Великобритания. С начала XXI века велись активные переговоры по возвращению крикета в олимпийскую программу. В 2023 году МОК принял решение о включении крикета в программу Олимпийских игр 2028 года в Лос-Анджелесе.

## Включение в программу

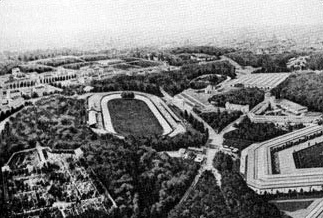
Стадион «Велодром де Винсен», где прошёл матч по крикету

Летние Олимпийские игры 1896, открывавшие эпоху Олимпийских игр современности, предусматривали изначально проведение соревнований по крикету как единственному командно-игровому виду спорта, однако из-за многочисленных обстоятельств матчи так и не прошли. Спустя четыре года на II летних Олимпийских играх в Париже прошли соревнования между двумя командами: сборной Великобритании и сборной Франции. В составе французской сборной были британские эмигранты, британская сборная была составлена исключительно из игроков крикетного клуба «Девон энд Сомерсет Уондерерс». Считается, что среди заявленных на матч крикетистов были всего два высокоопытных профессиональных игрока, и оба в сборной Великобритании — Монтагу Толлер и Альфред Бауэрман..
Матч прошёл два дня, в каждой команде было 12 участников. Игра состояла из двух иннингов и не имела статус «первоклассной игры». Англичане благодаря 158 заработанным ранам одержали победу и завоевали золотые медали. По подсчётам специалистов, сборная Франции не успела продержаться ещё минимум пять минут, в таком случае в матче была бы зафиксирована ничья. Джон Саймс зафиксировал счёт в игре, благодаря чему до наших дней и дошёл результат. Турнир 1900 года стал первым и последним на текущий момент, поскольку из программы Олимпиады в Сент-Луисе крикет в итоге исключили

## Попытки возрождения

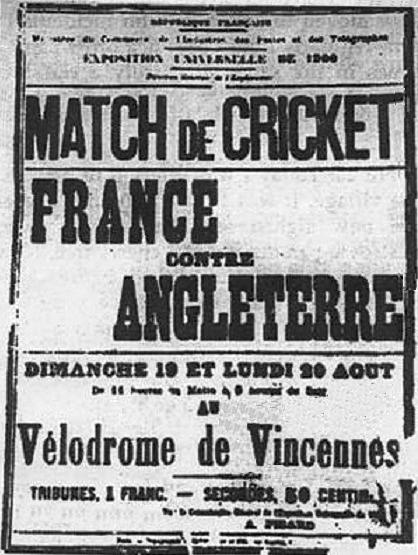
Афиша единственного олимпийского крикетного матча

Совет контроля за крикетом в Индии и Английский и валлийский крикетный совет подвергались неоднократно критике за ярое противление идее возвращения крикета в Олимпийскую программу. Однако в марте 2017 года президент Международного совета крикета Дейв Ричардсон заявил, что «настало время» для возвращения олимпийского крикета, а в то же время позиция со стороны Индии к крикету как олимпийскому виду спорта немного смягчилась.
Наиболее широко предлагаемый формат — это проведение мужского и женского турнира. В каждом турнире примут участие по восемь команд, разделённых на две группы; по две команды выйдут в полуфинал, где разыграют по олимпийской системе медали. Наиболее вероятным форматом будет формат Twenty20 как минимальный по продолжительности игрового времени. В поддержку идеи о возвращении крикета в олимпийскую программу выступает тот факт, что крикет был частью программы Игр Содружества как минимум до 1998 года и может вернуться в 2022 году.
Среди наиболее вероятных претендентов на участие в турнире выделяются Индия, Пакистан, Бангладеш и Шри-Ланка, где крикет является спортом № 1 во всех статистических данных. Возможный розыгрыш медалей намечен на 2024 год. При этом возникают другие трудности, поскольку не имеют права выступать отдельными командами сборные Англии, Ирландии и Вест-Индии, и похожая проблема возникала на футбольном турнире 2012 года и регбийном 2016 года.
- В составе сборной Великобритании на Олимпийских играх могут выступать представители Англии, Шотландии, Уэльса и Британских заморских территорий — таким образом в 2012 году комплектовалась национальная сборная по футболу, а в 2016 году — национальная сборная по регби.
- Игроки сборной Ирландии по крикету не могут представлять весь остров на Олимпиаде. Уроженцы Северной Ирландии должны будут выбрать страну, за которую они будут соревноваться: Республика Ирландия или Великобритания.
- Вест-Индия — географический регион Карибского моря, к которому относятся следующие страны: Барбадос, Британские Виргинские острова, Доминика, Гренада, Ямайка, Сент-Люсия, Сент-Винсент и Гренадины, Сент-Киттс и Невис, Американские Виргинские острова. Спортсмены этих стран могут представлять свою соответствующую метрополию: так, крикетисты с Ангильи и Монтсеррата имеют право играть за Великобританию, а крикетисты с Синт-Мартена — за Нидерланды.

## Мужчины

### Результаты
| Год         | Место           | Финал          | Финал                                                  | Финал   | Матч за 3-е место                    | Матч за 3-е место                    | Матч за 3-е место                    |
| Год         | Место           | Золото         | Результат                                              | Серебро | Бронза                               | Счёт                                 | 4-е место                            |
| ----------- | --------------- | -------------- | ------------------------------------------------------ | ------- | ------------------------------------ | ------------------------------------ | ------------------------------------ |
| 1900 Детали | Франция · Париж | Великобритания | Великобритания победила с преимуществом в 158 пробегов | Франция | В турнире принимало участие 2 страны | В турнире принимало участие 2 страны | В турнире принимало участие 2 страны |

### Участники
| Страна         | 00 | Годы |
| -------------- | -- | ---- |
| Франция        | 2  | 1    |
| Великобритания | 1  | 1    |
| Итого          | 2  | 2    |

## Стадионы
| Игры       | Арена              | Другие виды спорта                   | Вместимость            | Источники |
| ---------- | ------------------ | ------------------------------------ | ---------------------- | --------- |
| Париж 1900 | Велодром де Винсен | Велоспорт, Футбол, Гимнастика, Регби | Нет данных на 1900 год | [ 11 ]    |